# Цберг, Луция
Луция Цберг (нем. Luzia Zberg, род. 18 января 1970, Альтдорф) — швейцарская профессиональная велогонщица международного класса. Она представляла свою страну на летних Олимпийских играх 1992 года в Барселоне (Испания), заняв 8-е место в групповой шоссейной гонке. Её крупнейшими достижениями были четыре национальных титула в групповой гонке (1991, 1992, 1993 и 1994), и два в индивидуальной гонке с раздельным стартом (1994 и 1995).

## Личная жизнь
Луция Цберг — старшая сестра профессиональных велосипедистов Беата и Маркуса Цберга.

## Достижения
1987
2-я на Гран-при Бриссаго — Лаго-Маджоре
1989
2-я на Чемпионате Швейцарии — групповая гонка
1991
 Чемпионат Швейцарии — групповая гонка
Тур Берна
Гран-при Бриссаго — Лаго-Маджоре
1992
 Чемпионат Швейцарии — групповая гонка
Тур Берна
Постджиро
3-я на Хроно Наций
8-я на летних Олимпийских играх — групповая гонка
1993
 Чемпионат Швейцарии — групповая гонка
2-я на Чемпионате Швейцарии — индивидуальная гонка
2-я на Джиро Донне
2-я на Постджиро
2-я на Гран-при Бриссаго — Лаго-Маджоре
1994
 Чемпионат Швейцарии — групповая гонка
 Чемпионат Швейцарии — индивидуальная гонка
Гран-при Бриссаго — Лаго-Маджоре
3-я на Джиро Донне
1995
Тур Берна
2-я на Чемпионате Швейцарии — групповая гонка
 Чемпионат Швейцарии — индивидуальная гонка
2-я на Джиро Донне
3-я на Гранд Букль феминин